# Пам'ятник Тарасові Шевченку (Маріуполь)
Пам'ятник Тарасу Шевченку — монумент, споруджений на честь українського поета, прозаїка, художника та етнографа Тараса Григоровича Шевченка у Маріуполі.
Автор пам'ятника — заслужений художник України Олександр Вітрик . Архітектори — Андрій Кадиров та Едуард Андрушкевич. Висота скульптури — 2,5 метри, постамент має такі розміри — 1,5 на 1,3 на 1,9 метра. Сам пам'ятник виготовлений із залізобетону та фанерований листовою міддю. Для виготовлення постаменту використали чорний і червоний граніт.

## Історія
Перший пам'ятник Шевченку з'явився у місті 1964 року, коли відзначалося 150-річчя від дня народження українського поета. Його поставили на розі, утвореному будинками-сталінками, на проспекті Леніна, навпроти Театрального скверу. Це — бюст, споруджений на цементну стелу. Шевченка на ньому — зрілий чоловік. Погруддя поета виконано з каменю.
Сучасний пам'ятник Тарасові Шевченку було споруджено на бульварі Шевченка. Це — головна транспортна артерія міста, яка поєднує історичні квартали та спальні масиви з одним із головних промислових підприємств міста, з «Азовсталлю». Цей монумент з'явився у місті 2001 року, до десятиліття існування незалежної України.

## Опис
На триступінчастий майданчик із червоного граніту встановлено чорний ребристий куб із базальту. На ньому виставлений металевий «рваний камінь». На ньому сидить український поет, зображений у віці Ісуса Христа. У свої 33 роки Тарас Григорович перебував у засланні, у солдатах у Новопетровській фортеці (нині Форт-Шевченка), що знаходиться у казахському степу, на березі Аральського моря. На коліні Шевченка лежить маленька книжечка до якої він записував вірші та робив замальовки.